# Eremosynaceae
Classification APG II (2003)
Famille
Classification APG III (2009)
La famille des Érémosynacées ne comprend qu'une seule espèce : Eremosyne pectinata. Ce sont des plantes herbacées annuelles, endémiques de l'ouest de l'Australie.

## Étymologie
Le nom vient du genre Eremosyne (en) décrit par Carl von Hügel en 1837, sans qu'il explicite ce nom, qui peut être issu du grec έρημος / érimos, « désert ; solitaire » et du suffixe -ςυν / -syn, « avec ; ensemble », en référence possible à l'habitat naturel de la plante.
C'est le botaniste autrichien Stephan Endlicher qui décrivit la seule espèce du genre Eremosyne pectinata (es).

## Classification
La classification phylogénétique APG (1998) la situe à la base des Campanulidées (Euasterids II).
Angiosperm Phylogeny Website [18 août 2009] ne reconnait pas les Eremosynaceae et inclut Eremosyne dans la famille des Escalloniacées.
De même pour la classification phylogénétique APG III (2009) cette famille est invalide et le genre Eremosyne est incorporé à la famille des Escalloniaceae.